# Филд-гол
Филд-гол (англ. Field goal, FG) — в американском футболе один из возможных способов набрать очки. Филд-гол дает команде 3 очка. Для того чтобы забить филд-гол, игроку (кикеру) нужно попасть в ворота (над перекладиной и между штангами). Рекорд по длине филд-гола составляет 69 ярдов (примерно 63 метра) и установлен американцем Ове Юханссоном.

## История
На заре американского футбола филд-голы давали команде 5 очков, в то время как тачдаун только четыре. В 1897 году правила изменились. Теперь филд-гол давал команде одно очко, а тачдаун пять. В 1904 году филд-гол стал давать 4 очка, а через 5 лет современные три. Ворота, в те года, находились впереди зачетной зоны, а не сзади как сейчас.

## Исполнение удара
Удар происходит следующим образом: снэпер или лонг снэпер отбрасывает мяч холдеру, который его ловит и ставит на землю, держа мяч в самом верху, кикер разбегается и бьет по мячу. Вся комбинация должна быть выполнена без ошибок, а любая ошибка может стоить трех очков или больше: бывали случаи, что, команда блокирующая удар подбирает мяч и игрок смог добежать до тачдауна. Расстояние удара определяет позиция мяча на поле. К позиции мяча на поле следует добавить 16-17 ярдов, потому что ворота находятся сзади зачетной зоны (что составляет 10 ярдов), а мяч после снэпа покрывает 6-7 ярдов (то есть если мяч находится на 22-ярдовой линии, то филд-гол будет 38-ярдовым).

## Удачный и не удачный удар

### Удачные удары
Филд-гол считается удачным если мяч прошел между штангами и над перекладиной. При касании штанги или перекладины и попадании мяча в ворота, гол засчитывается, а если мяч попадает в поле, то гол не засчитают. В случае удачного удара, команда которая исполняла филд-гол, будет бить кик-офф. Также они могут пробить удар в сторону.

### Неудачные удары
Если мяч прошел мимо ворот гол не будет засчитан. Также гол не засчитают если во время пробития было совершенно нарушение правил. Бывает, что во время попытки удара, защита нарушает правила. Если это происходит, то команда атаки имеет право отказаться от удара (даже если он удачный) и принять первый даун. В случае неудачного удара защита получит мяч там, где игроки нападения были в момент удара (за исключением случаев когда команда не забила филд-гол с 24 ярдов и ближе. В таком случае мяч установится на 25-ярдовую линию).

## Блокированные удары
Если удар блокирован то происходит следующее:
- Если мяч пересекает линию розыгрыша (скримеджа), то его может подобрать только защита. Чаще всего защита отказывается подбирать мяч
- Если мяч не пересекает линию розыгрыша, то мяч может подобрать любая команда.

Бывает, что защита не только блокирует удар, а ещё и возвращает мяч в тачдаун. Были случаи, такие как Kick Six, что команда выигрывала матч заблокировав удар и вернув его в тачдаун.

## Стратегия
Учитывая то, что филд-гол стоит три очка, а тачдаун шесть, (с экстрапоинтом семь, с двух-очковой реализацией восемь) тем самым филд-гол, в лучшем случае, в два раза уступает по очкам. Любое нападение в американском футболе пытается сделать тачдаун, но бывают случаи когда бить филд-гол лучший выбор, например:
- До перерыва или окончания матча времени хватает только для того чтобы сыграть одну комбинацию, а команда владеющая мячом не хочет рисковать (не касается случаев в конце матча, когда команда, которая может пробить филд-гол, проигрывает в четыре и больше очков, а соответственно филд-гол не сможет даже сравнять счет в матче);
- Это четвёртый даун (в канадском футболе третий) и команда владеющая мячом не хочет рисковать розыгрышем и бить пант;
- Это происходит в овертайме, а забить филд-гол, самый легкий способ победить.

Чаще всего команда, которая исполняет филд-гол делает это на четвёртом дауне и до первого дауна больше ярда. Кикеры редко пытаются забить филд-гол если дистанция 50 и более ярдов, но если погода ветреная или идёт снег (дождь, обычно, не относится к плохой погоде), то кикеры могут отказаться и от 30-ярдового удара.

## Рекорды
Книга рекордов Гиннесса определяет самый длинный филд-гол в истории как: 69-ярдовый филд-гол забитый Ове Йоханссоном, в 1976 году, в матче за Христианский Университет Абилин против Восточного Университета Штата Техас. Он смог забить несколько 70-ярдовых филд-голах на тренировке и тренер решил дать ему шанс.

### НФЛ
За всю историю НФЛ лишь 9 игроков забили 60 и более ярдовые филд-голы. Самая длинная попытка филд-гола составляет 75 ярдов, которая произошла 28 сентября 2008 года, в исполнении Себастьяна Яниковски. Но игрок даже не добил до ворот.
Самым длинный филд-гол был забит на 66 ярдов Джастином Такером из «Балтимор Рэйвенс» против «Детройт Лайонс» 26 сентября в матче третьей недели сезона 2021 : к дополнению к рекорду, это был победный удар по истечении времени.